# Ribes pinetorum
Ribes pinetorum là một loài thực vật có hoa trong họ Grossulariaceae. Loài này được Greene miêu tả khoa học đầu tiên năm 1881.